# Monument to the unsung
Monument to the unsung is een kunstwerk in Amsterdam-Noord.
Het kunstwerk is afkomstig van de Iraaks-Koerdische in Duhok geboren kunstenaar Walid Siti, dat geplaatst werd in het kader van Framer Framed. Siti wil met zijn kunstwerk aandacht vragen voor de vrouw. In zijn ogen gaat in verhouding te veel aandacht uit naar mannen. Monument to the unsung refereert aan de vele Monumenten voor de onbekende soldaat. Het beeld bestaat uit zestig betonblokjes, waarin de meest gebruikte Iraaks-Koerdische vrouwennamen zijn uitgespaard. Dit als herdenking aan alle Koerdische vrouwen die uit de heldenverhalen zijn weggelaten. De stenen zijn gestapeld tegen een schuin staande houten stellage. 
Het monument werd op 23 juni 2018 onthuld in het kader van de manifestatie Pay Attention Please! Van Public Art Amsterdam (22 juni – 30 september 2018).